# Spoorpont Mæl - Tinnoset

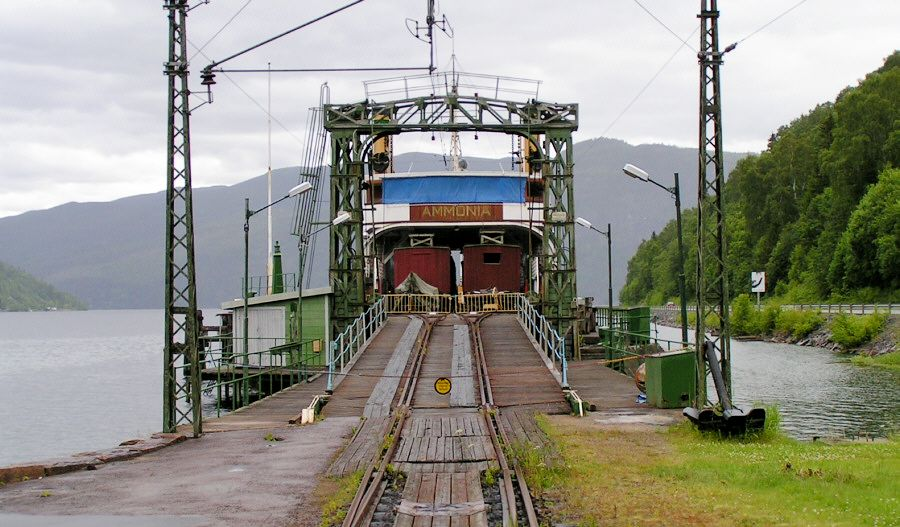
De DS Ammonia aan de steiger in Mæl

De Spoorpont Mæl - Tinnoset (Noors:  Tinnsjø jernbaneferge) was een veerverbinding voor treinen tussen Mæl en Tinnoset. Het veer was onderdeel van de transportlijn die speciaal was aangelegd voor de fabriek van Norsk Hydro in Vemork. Naast de spoorpont bestond de lijn uit de spoorlijn tussen Vemork en Mæl en aan de andere kant Tinnosbanen naar Notodden en verder naar Skien.
De veerverbinding startte in 1909. De afstand tussen Mæl en Tinnoset over het water bedraagt ruim 30 kilometer. In de loop der jaren hebben vier verschillende schepen de verbinding onderhouden:
- DF Rjukanfoss, gebouwd in 1909, lengte 42,2 meter, capaciteit 120 passagiers en 9 wagons, in 1946 verdubbeld
- DF Hydro, gebouwd in 1913, lengte 53 meter, capaciteit 120 passagiers en 12 wagons. Schip is in 1944 door Noors verzet tot zinken gebracht.
- DF Amonia, gebouwd in 1929, lengte 70,4 meter, capaciteit 250 passagiers en 17 wagons
- MF Storegut, gebouwd in 1956, lengte 82,7 meter, capaciteit 400 passagiers en 19 wagons.

In 1991 sloot Norsk Hydro de fabriek in Vemork. Omdat het bedrijf verreweg de belangrijkste gebruiker van de spoorlijn en de veerdienst was sloot in hetzelfde jaar zowel Rjukanbanen als de veerdienst.